# Harpiniopsis petulans
Harpiniopsis petulans is een vlokreeftensoort uit de familie van de Phoxocephalidae. De wetenschappelijke naam van de soort werd voor het eerst geldig gepubliceerd in 1966 door Jerry Laurens Barnard.